# 신선대수입식품검사소
신선대수입식품검사소는 대한민국 식품의약품안전처 부산지방식품의약품안전청 소속의 수입식품 검사기관으로 신선대수입식품검사소장은 식품위생사무관(5급)으로 보한다. 부산광역시 남구 용당동에 위치하고 있다.

## 관할 구역
- 신선대 부두

## 같이 보기
- 신항수입식품검사소
- 양산수입식품검사소
- 자성대수입식품검사소
- 통영수입식품검사소